# کمربند چین‌خوردگی و راندگی

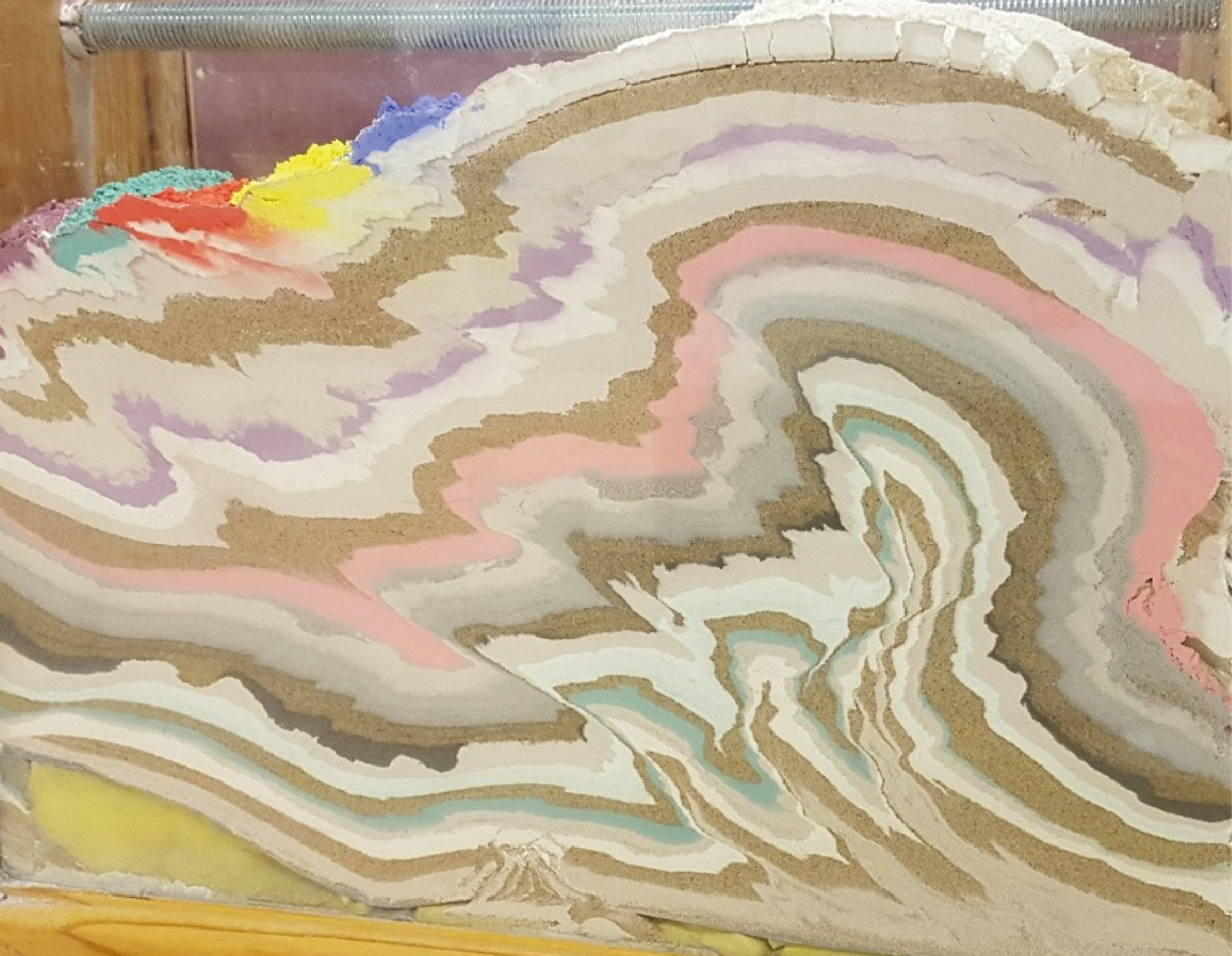
مدل‌سازی کمربند چین‌خوردگی و راندگی در جعبه شنی

کمربند چین‌خوردگی و راندگی (به انگلیسی: Fold and thrust belt)، مجموعه‌ای از کوهپایه‌های کوهستانی در مجاورت یک کمربند کوه‌زایی است که به دلیل تکتونیک انقباضی شکل می‌گیرد. کمربندهای چین و رانش معمولاً در مناطق پیشین مجاور کوه‌زایی‌های اصلی تشکیل می‌شوند، زیرا تغییر شکل به سوی بیرون منتشر می‌شود. کمربند چین و رانش معمولاً شامل هر دو پدیده چین‌خوردگی و گسل‌های راندگی هستند که معمولاً به هم مرتبط هستند. آنها معمولاً به عنوان کمربندهای چین‌خوردگی و راندگی یا به سادگی کمربندهای چین-رانش نیز شناخته می‌شوند.

نمایی از طریق پیرنه. در جنوب یک کمربند چین‌خوردگی و راندگی وجود دارد که رسوبات چین‌خورده و روی هم چیده می‌شوند (تراست).